# Файелла, Федерика
Федерика Файелла (итал. Federica Faiella; родилась 1 февраля 1981 года в Риме) — итальянская фигуристка, выступавшая в танцах на льду с Массимо Скали. Пара — семикратные чемпионы Италии, двукратные серебряные призёры чемпионатов Европы 2009 — 2010, бронзовые призёры чемпионата мира 2010. Завершила любительскую карьеру в 2011 году.

## Карьера

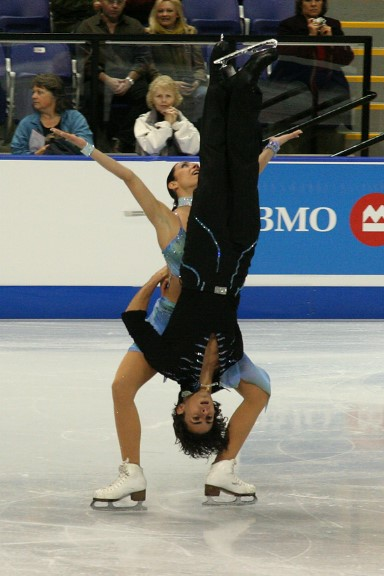
«Перевёрнутая» поддержка в исполнении Ф. Файелла и М. Скали. Skate Canada 2006.

Федерика познакомилась с Массимо, когда обоим было по десять лет. Начинали кататься на одном катке у одного тренера, но в разных парах. После того, как юниорские пары распались, Файелла некоторое время каталась с французским фигуристом Лучано Мило. Эта пара в 1998 и 1999 годах становилась серебряными медалистами чемпионатов мира среди юниоров.
За полгода до Олимпиады в Солт-Лейк-Сити бывший тренер, посоветовавшись с экспертом, решил попробовать поставить Файеллу в новую пару со старым другом, с которым Федерика мечтала кататься ещё в детстве.
Файелла выступала вместе со Скали с 2001 года, их драматургически насыщенные танцы отличали особая чувственность и лиризм; при этом вращения не были сильной стороной пары. Уязвимой стороной дуэта была психологическая неустойчивость Федерики, что иногда приводило к внезапным срывам, портившим в целом отлично исполненный танец. Фигуристы долгое время исполняли поддержки, где партнёрша удерживала партнёра на весу вертикально вниз головой, чего среди пар, выступавших на столь высоком уровне, не делал больше никто в мире. Однако после того, как во время произвольного танца на чемпионате Европы в 2007 году, Федерика уронила партнёра на лед и он сильно ударился головой, на чемпионате мира того же года эта поддержка была изменена, и больше они «перевёрнутой» поддержки не исполняли.
В сезоне 2008-2009 пара, удачно выступив в серии Гран-при, стала второй на этапе «Trophée Eric Bompard» и, выиграв этап «NHK Trophy»), впервые в своей карьере отобралась для участия в финале Гран-при, где они стали четвёртыми. На чемпионате Европы 2009, в отсутствие лидеров европейских танцев россиян Домниной и Шабалина и французов Делобель и Шонфельдера, завоевали свои первые медали — серебряные.
В сезоне 2009-2010 пара в 7-й раз завоевала титул чемпионов Италии. На чемпионате Европы фигуристы выиграли 2 танца из 3, но по сумме баллов уступили российской паре Оксана Домнина / Максим Шабалин и во второй раз стали серебряными призёрами чемпионата Европы. После Олимпийских игр в Ванкувере, где спортсмены с произвольным танцем на музыку Нино Рота «Иммигранты» стали 5-ми, они выступили на домашнем чемпионате мира и впервые в своей многолетней карьере стали бронзовыми призёрами мирового первенства, уступив только олимпийским чемпионам Тесса Вертью / Скотт Моир и серебряным призёрам олимпиады Мэрил Дэвис / Чарли Уайт. В ходе сезона фигуристы не раз говорили, что он станет последним в их любительской карьере, но после бронзы чемпионата мира решили остаться ещё на год.
Рассказывая о создании своей наиболее чувственной произвольной программы «Иммигранты», партнёры связывали её с личными мотивами, с историей своей жизни. Вложили в эту программу много эмоций и личных переживаний, связанных с отъездом из Италии в Америку, расставанием с родиной, любовью, семьями, друзьями, привычным житейским укладом. На чемпионате мира-2010 в Турине Федерика и Массимо признавались, что за годы, проведённые вместе, научились читать мысли друг друга: «Мы же ещё и жили вместе шесть лет, когда тренировались в Милане. Так что мы проводим очень много времени вместе. Иногда нам нет надобности разговаривать, мы понимаем, что хотим сделать без слов».
Однако, следующий сезон 2010—2011, не задался. Пара заняла лишь третье место на этапе Гран-при в Китае, допустив серьёзные ошибки с падениями и в коротком, и в произвольном танце. Затем они не смогли финишировать на этапе в Москве из-за травмы Федерики, не попав, таким образом, в финал. Национальный чемпионат 2011 года они также пропустили из-за проблем со здоровьем. На чемпионате Европы пара была одним из претендентов на золотые медали, но сорвав короткий танец и заняв в нём 7-е место, лишили себя всех шансов и на победу. В марте 2011 года, до начала чемпионата мира, Файелла и Скали официально объявили об окончании любительской спортивной карьеры. Федерика планировала работать в полиции.

## Спортивные достижения

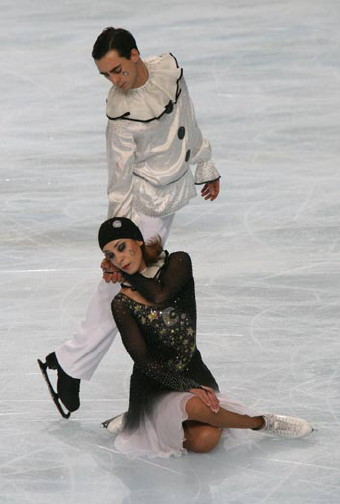
Ф. Файелла и М. Скалли на Trophée Eric Bompard 2008

### после 2008 года
(со М.Скали)
| Соревнования                        | 2008—2009 | 2009—2010 | 2010—2011 |
| ----------------------------------- | --------- | --------- | --------- |
| Зимние Олимпийские игры             |           | 5         |           |
| Чемпионаты мира                     | 9         | 3         |           |
| Чемпионаты Европы                   | 2         | 2         | 5         |
| Чемпионаты Италии                   | 1         | 1         |           |
| Финалы Гран-при                     | 4         |           |           |
| Этапы Гран-при:Cup of Russia        |           |           | WD        |
| Этапы Гран-при:Cup of China         |           | 3         | 3         |
| Этапы Гран-При:Trophee Eric Bompard | 2         |           |           |
| Этапы Гран-при:NHK Trophy           | 1         |           |           |

- WD = снялись с соревнований

### до 2008 года
(со Скали)
| Соревнования                        | 2001—2002 | 2002—2003 | 2003—2004 | 2004—2005 | 2005—2006 | 2006—2007 | 2007—2008 |
| ----------------------------------- | --------- | --------- | --------- | --------- | --------- | --------- | --------- |
| Зимние Олимпийские игры             | 18        |           |           |           | 13        |           |           |
| Чемпионаты мира                     | 16        | 11        | 9         | 9         | 8         | 9         | 5         |
| Чемпионаты Европы                   | 12        | 8         | 6         | 5         | 7         | 6         | 4         |
| Чемпионаты Италии                   | 2         | 1         | 1         | 1         | 2         | 1         | 1         |
| Этапы Гран-При:Skate America        |           |           | 4         |           |           |           | 3         |
| Этапы Гран-При:Cup of China         |           |           |           |           | 6         |           | 3         |
| Этапы Гран-При:Trophee Eric Bompard |           |           |           | 5         | 3         | 3         |           |
| Этапы Гран-При:Skate Canada         | 7         | 5         |           |           |           | 3         |           |
| Этапы Гран-при:Cup of Russia        |           | 5         | 5         | 3         |           |           |           |
| Этапы Гран-При:Bofrost Cup on Ice   |           |           | 3         |           |           |           |           |
| Nebelhorn Trophy                    | 2         | 1         |           |           |           |           |           |
| Мемориал Карла Шефера               | 2         |           |           |           |           |           |           |

(С Мило)
| Соревнования                             | 1996—1997 | 1997—1998 | 1998—1999 | 1999—2000 |
| ---------------------------------------- | --------- | --------- | --------- | --------- |
| Чемпионаты мира                          |           |           |           | WD        |
| Чемпионаты Европы                        |           |           |           | 11        |
| Чемпионаты мира среди юниоров            | 7         | 2         | 2         |           |
| Чемпионаты Италии                        | 2J.       | 1J.       | 1J.       | 2         |
| Nations Cup                              |           |           |           | 5         |
| Finlandia Trophy                         |           |           |           | 2         |
| Финал юниорской серии Гран-При           |           | 1         | 2         |           |
| Этапы юниорской серии Гран-При, Мексика  |           |           | 1         |           |
| Этапы юниорской серии Гран-При, Германия |           | 2         | 2         |           |
| Этапы юниорской серии Гран-При, Болгария |           | 1         |           |           |
| Европейские молодёжные Олимпийские дни   | 1         |           |           |           |

- J = юниорский уровень; WD = снялись с соревнований